# 2K12
2K12 クープ（ロシア語: 2К12 «Куб» ドヴァー・カー・ドヴィナーッツァチ・クープ）は、ソビエト連邦で開発された自走式の中・低高度防空ミサイル・システム。NATOコードネームでは、SA-6 ゲインフル（Gainful：儲かる）と呼ばれる。名称の"クープ"（Куб）とは「3乗」の意味で、ミサイルを3発搭載することに由来する。

## 概要
本車は、地上部隊を敵航空機の攻撃から守る中・低高度を目標とする自走防空システムとして1958年に開発が始まった。
車体は、ASU-85空挺戦車のコンポーネントを流用した装軌式の2P25（2П25）と呼ばれるもので、ここに3発の3M9地対空ミサイルを横一列に搭載したミサイルランチャーを搭載する。2P25は、同時代の対空戦車であるZSU-23-4 シルカでも使用される。
3M9地対空ミサイルは、一段式の固体燃料ロケット・ラムジェット統合推進を搭載しており、機体後部に操縦翼、機体中ほどに大きめの安定翼を持ち、その隙間を埋めるように4基の空気取り入れ口が斜めに突き出している。弾頭は59kgの高性能火薬で、最大有効射程は24,000メートル、最大速度はM2.8に達する。最大有効高度は12,000メートルで、それ以上の高度は2K11 クルーク（SA-4 ガネフ）自走地対空ミサイルシステムなどが担当する。
また、航空機搭載ECMによるジャミング（電磁妨害）への対策として、ある程度のECM耐性を備えると共に、レーダー波が届かなくなった時のために画像誘導を可能にしている。

## 運用
運用部隊は、通常4両の2P25 自走発射機と、1両の1S91（1С91 アヂーン・エース・ヂヴィノースタ・アヂーン）レーダー車、4両の2T7運搬/再装填用トラックにより構成される。2T7 トラックはZIL-131をベースとしたトラックで、予備ミサイル3発と積載用クレーンを搭載している。
1S91はG/H帯・出力25kW、捜査範囲75kmの火器管制レーダーを搭載し、自走発射機が発射した3M9 ミサイルをセミアクティブ・レーダー・ホーミング誘導で目標に誘導する。
本車は、1967年の革命記念パレードにおいて初めて一般に公開された。
本車は他国にも輸出され、輸出型はZRK-SD 2K12E クヴァドラートと呼ばれる。「ZRK-SD」は、「師団自走対空ロケットシステム」を表すロシア語の頭文字で、「クヴァドラート（Квадрат）」は、ロシア語で正方形のことである。

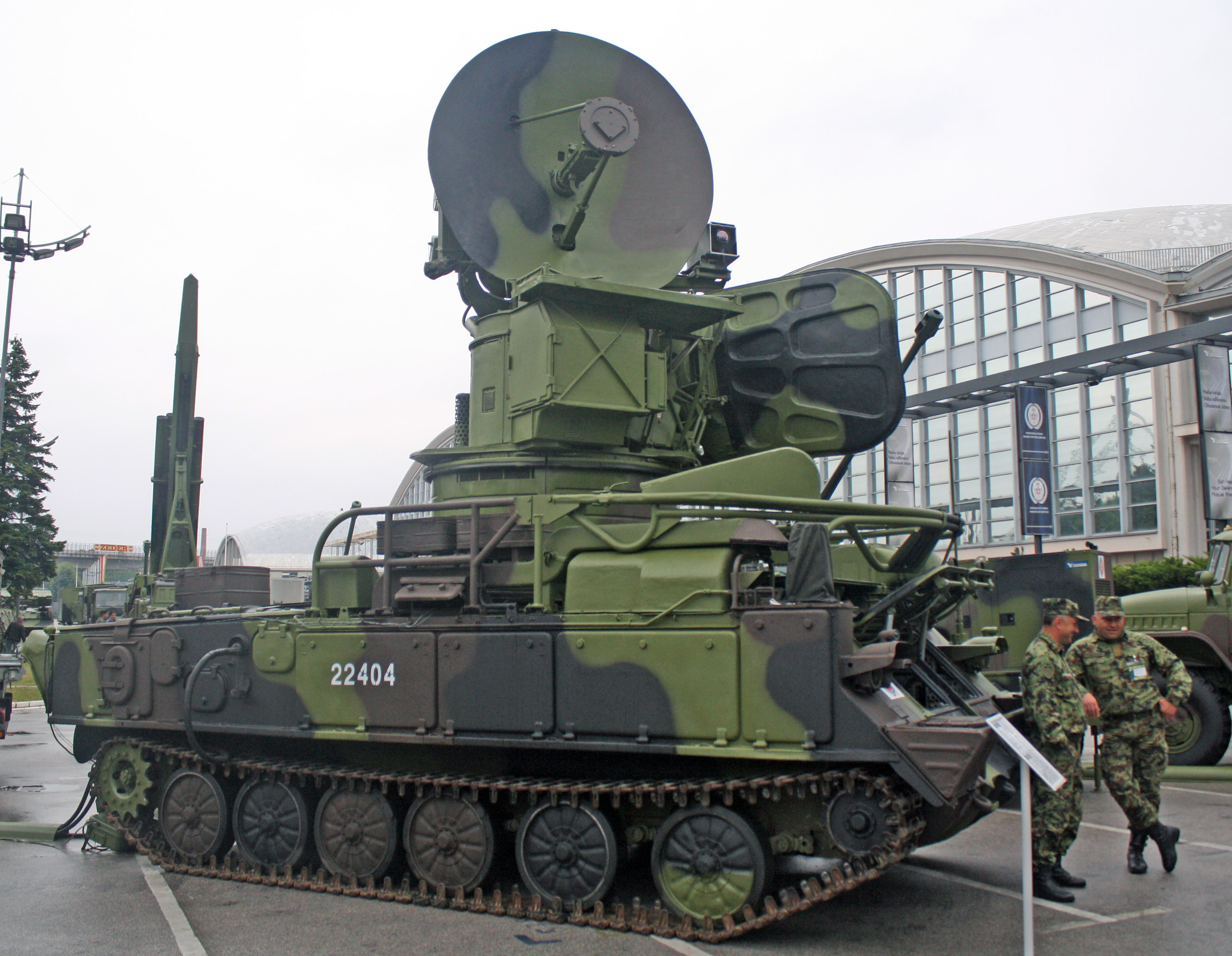
1S91 レーダー車
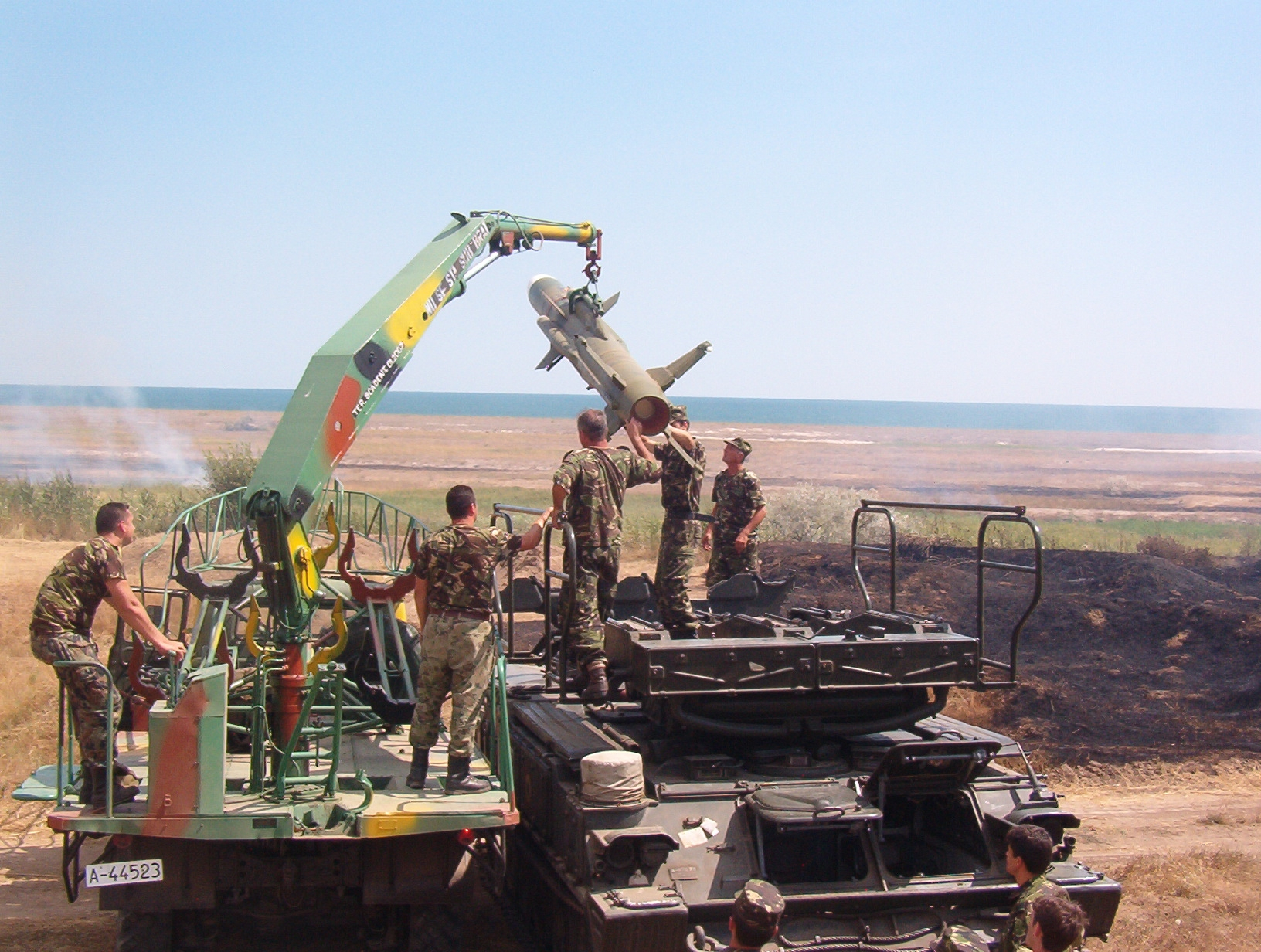
2P25自走式ランチャーに、3M9 ミサイルを再装填している2T7 トラック

## 実戦での活躍

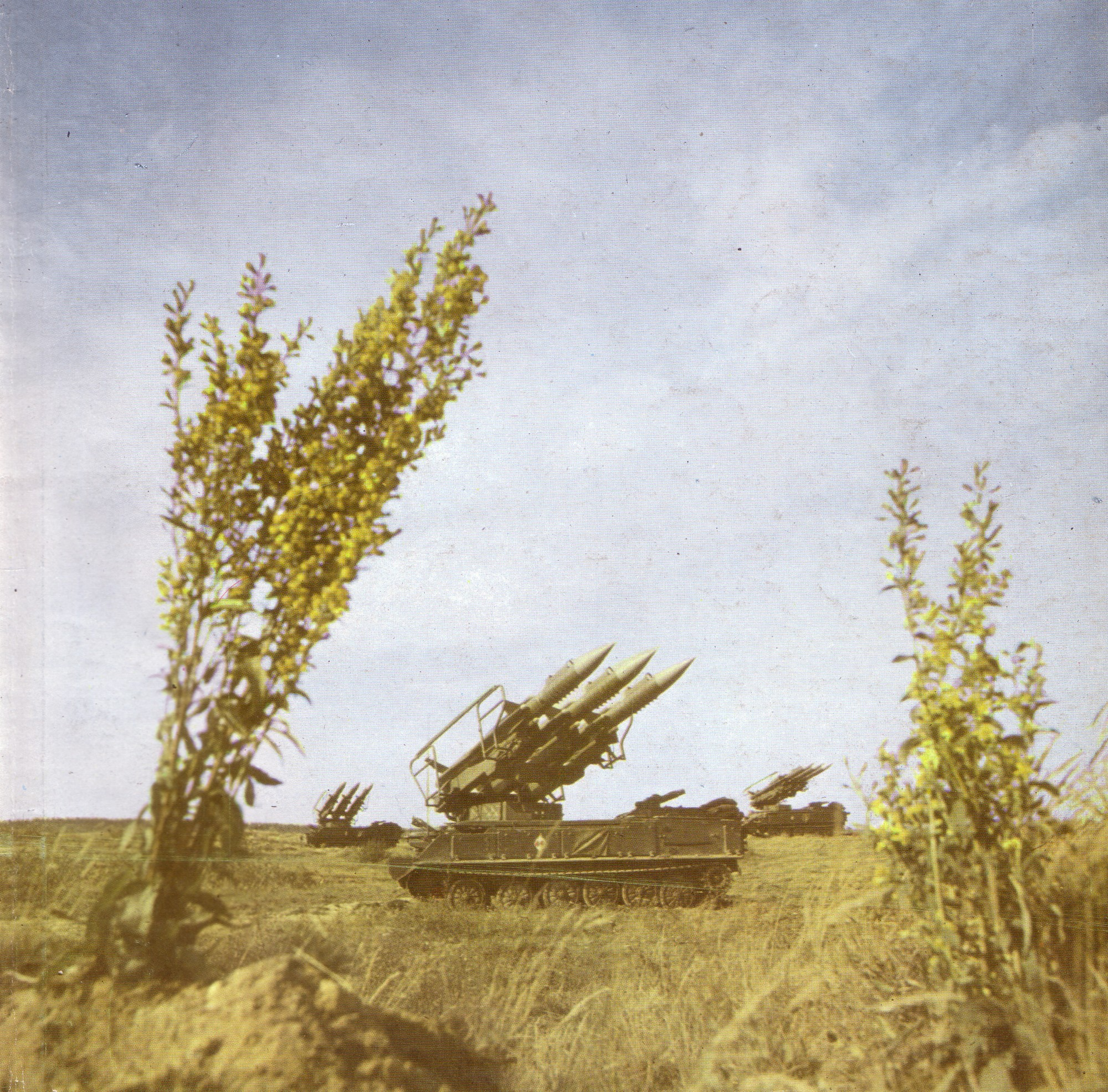
平野に展開する2K12 クープ発射機

本車が経験した最初にして最大の実戦は、1973年の第四次中東戦争である。ソ連から軍事援助を受けていたエジプト・シリアの両国にはシルカと共に大量の本車が送り込まれた。特に、スエズ運河沿いのエジプト領内には、ソ連の首都モスクワ周辺に匹敵する濃密な防空網が形成された。サダト政権下のエジプトは、イスラエルに対し挑発的な演習で動員令を発動させたり、突然ソ連軍事顧問団を帰国させてソ連との不仲を思わせたりしてイスラエルを惑わせた。
そして、10月6日、エジプト・シリアの連合軍は突如イスラエルに侵攻した。エジプトが仕掛けたブラフに惑わされ、突然の開戦に驚いたイスラエル国防軍（IDF）だが、さすがに反応は早く、すぐさまイスラエル空軍のF-4 ファントムIIが反撃に向かった。彼らは、これまでの戦闘でS-75 ドヴィナーやS-125 ネヴァーなどのソ連製SAMに遭遇してきたが、それらはECMによるジャミングに弱く、それほど脅威とみなされていなかった。
しかし、スエズ運河に差し掛かったイスラエル空軍機は、新型のミサイルに既存のECMが通用しないことを知って慌てた。また、3M9には、ECM装置自体をロックオンする能力があったため、旧式のECMを作動させたイスラエル機に対しては特に正確に飛んで言ったという話もある。ミサイル群の迎撃を生き延びた者は、こうした場合とるべき唯一の行動、すなわち低空を飛ぶことでミサイルの迎撃を避けようとした。が、彼らを待っていたのはシルカが搭載する4連装23mm機関砲が発する猛烈な十字砲火であった。こうして、本車とシルカの防空コンプレックスにより、イスラエルは開戦初日に40機とも言われる膨大な数の航空機を喪失した。だが、新型ミサイルの登場に対するイスラエルの反応は早かった。彼らはアメリカの力も借りつつ、ECM装置の改修によって対抗しようと試みた。また、アメリカから大量のECMポッドが供与されると被撃墜率は低下した。一方、エジプト・シリア側もソ連技術団がシステムの改良を続け、いたちごっこの様相を呈した。そのため、イスラエルは友軍機に発射されるミサイルの航跡から防空陣地の場所を割り出し、直接攻撃することまでした。
戦闘終結までに本車は20機、いくつかの資料によれば40機程度の航空機を撃墜した。その撃墜率は大体2%程度と、決して目を見張るような数字ではない。これは、命中率が悪いと言うよりもミサイルを乱射した結果でもあり、ソ連の顧問は「機関銃のように撃ちまくる」と不満を述べている。とはいえ、本車はこの数字以上にイスラエルに対し脅威を与えた。誘導レーダーには連続波を使用していたが、これは、イスラエル機が搭載していたミサイル警報装置で探知できず、パイロットは目視によりミサイルを探さねばならなかった。ミサイルの機動性は向上したとはいえ戦闘機の機動にはおよばなかったが、ミサイルを避けるための機動で燃料は消費され、また、そうした機動を行えるように兵器の搭載量は制限された。また、イスラエル機を低空に追い込むことで、シルカなどの近距離防空兵器による撃墜をサポートした。
第四次中東戦争を通じ名を高めた本車は、その後も湾岸戦争・コソボ紛争などで使われた。この間にソ連は後継車を開発し、機動防空システムとしての主役はそれらに取って代わられたが、現在でも第三諸国を中心にごく少数が使用されている模様である。
2003年のイラク戦争では共和国防衛隊などが使用した。
また、2022年ロシアのウクライナ侵攻においては、チェコやスロバキアなどからウクライナに本システムが供与され使用された。

## 運用国

### 現用
- ブルガリア - 2024年時点で、ブルガリア空軍が数量不詳の2K12を保有[1]。
- ハンガリー - 2023年時点で、ハンガリー空軍が16基の2K12を保有[2]。
- カザフスタン - 2023年時点で、カザフスタン防空軍が数量不詳の2K12を保有[3]。
- ポーランド - 2023年時点で、ポーランド陸軍が20基の2K12を保有[4]。
- ルーマニア - 2023年時点で、ルーマニア陸軍が32基の2K12を保有[5]。
- セルビア - 2021年に、セルビアとボスニアの企業によりオーバーホールと近代化が進行中だと発表された[6]。2023年時点で、セルビア空軍および防空軍が9基の2K12を保有[7]。
- スロバキア - 2023年時点で、スロバキア空軍が数量不詳の2K12を保有[8]。
- タンザニア - 2024年時点で、タンザニア空軍が数量不詳の2K12を保有（稼働状態は疑問）[9]。
- トルクメニスタン - 2024年時点で、トルクメニスタン陸軍が数量不詳の2K12を保有[10]。

## その他
2005年秋に中国の模型メーカーであるトランペッター社から1/35スケールで、初のインジェクションキット（プラモデル）が発売された。

## 登場作品

### ゲーム
『コール オブ デューティシリーズ』
『CoD4』
ロシア超国家主義派の装備として登場する。
『CoD:MW2』
ロシア軍の装備として登場し、TF141の航空部隊に対して攻撃を行う。
『CoD:MW3』
マルチプレイの一部マップにオブジェクトとして登場する。
『フィクショナル・トルーパーズ』
エストビア連邦軍の対空車両として登場。第1話のリプレイ劇画にも登場しており、メカール軍機を迎撃する。